# Unterweid
Unterweid es un municipio situado en el distrito de Schmalkalden-Meiningen, en el estado federado de Turingia (Alemania), a una altitud de 440 metros. Su población a finales de 2016 era de unos 425 habitantes y su densidad poblacional, 60 hab/km².
Se encuentra ubicado al oeste de la ciudad de Suhl, y a poca distancia al noreste de la frontera con el estado de Baviera.